# St Mark’s
St Mark’s – dzielnica miasta Cheltenham, w Anglii, w Gloucestershire, w dystrykcie Cheltenham. W 2011 roku dzielnica liczyła 6108 mieszkańców.